# Pepe Gil Vidal
José Antonio Gil Vidal (30 de abril de 1956), más conocido como Pepe Gil Vidal, es un periodista y locutor argentino, actualmente conduce los espacios de Primera Mañana y Conectados de la cadena CNN en Español.

## Trayectoria
Trabajó en Todo Noticias desde el primer día de transmisión de la señal por cable, el 1 de junio de 1993. 
Condujo los segmentos informativos TN a las 12, TN a las 17 y TN a las 18 por la señal de cable Todo Noticias. Entre 2005 y 2011, el noticiero Síntesis, el 12 de agosto de 2011, se retiró del programa que condujo por 6 años en Canal 13.
En El Trece; fue conductor del noticiero Telenoche que se emite de lunes a viernes 20:00 (UTC-3), (emitido por El Trece y conducido por María Laura Santillán. En 2010, ocupó el lugar dejado por Andrés Repetto, en el análisis internacional en Todo Noticias y El Trece; cubrió dos veces las elecciones presidenciales en Brasil (2010 y 2014), elecciones presidenciales en Chile (2014), la matanza de Newtown (2012), cobertura de la marcha de los Indignados en España, elecciones presidenciales de EE. UU. (2011) y elecciones en España (2011). El sábado 27 de agosto de 2011, a las 14:00, comenzó en la conducción de TN Internacional, por Todo Noticias hasta fines de 2020, cuando decidió no continuar en el segmento para dedicarle más tiempo a su familia.
Trabajó 10 años en Radio Continental (1984 al 1994) y fue diez años corresponsal de "Latinamerican Service" de la BBC en Londres, y corresponsal de Antena 3 Radio. Trabajó en Bagley Argentina (1980 al 1981).
Entre 1994 y 1996 fue el locutor del micronoticiero Noticias en 1 minuto, emitido a las 12 por Canal 13.
También trabajó en 2004, en Radio La Red, conduciendo Atrapados en La Red.
Desde 2018 hasta 2022, fue el conductor del noticiero Está Pasando de TN, emitido de 16 a 18 junto a Sandra Borghi cuando fue contratado por CNN en Español. En la actualidad conduce Regreso CNN junto a Mariana Arias en la CNN Radio Argentina. Desde el 10 de febrero de 2025 conduce por televisión +Mañana en La Nación + a las 6 am. También forma parte de Canal E.